# Antocha australiensis
Antocha australiensis là một loài ruồi trong họ Limoniidae. Chúng phân bố ở miền Australasia.